# Martino Piazza
Pour les articles homonymes, voir Piazza.

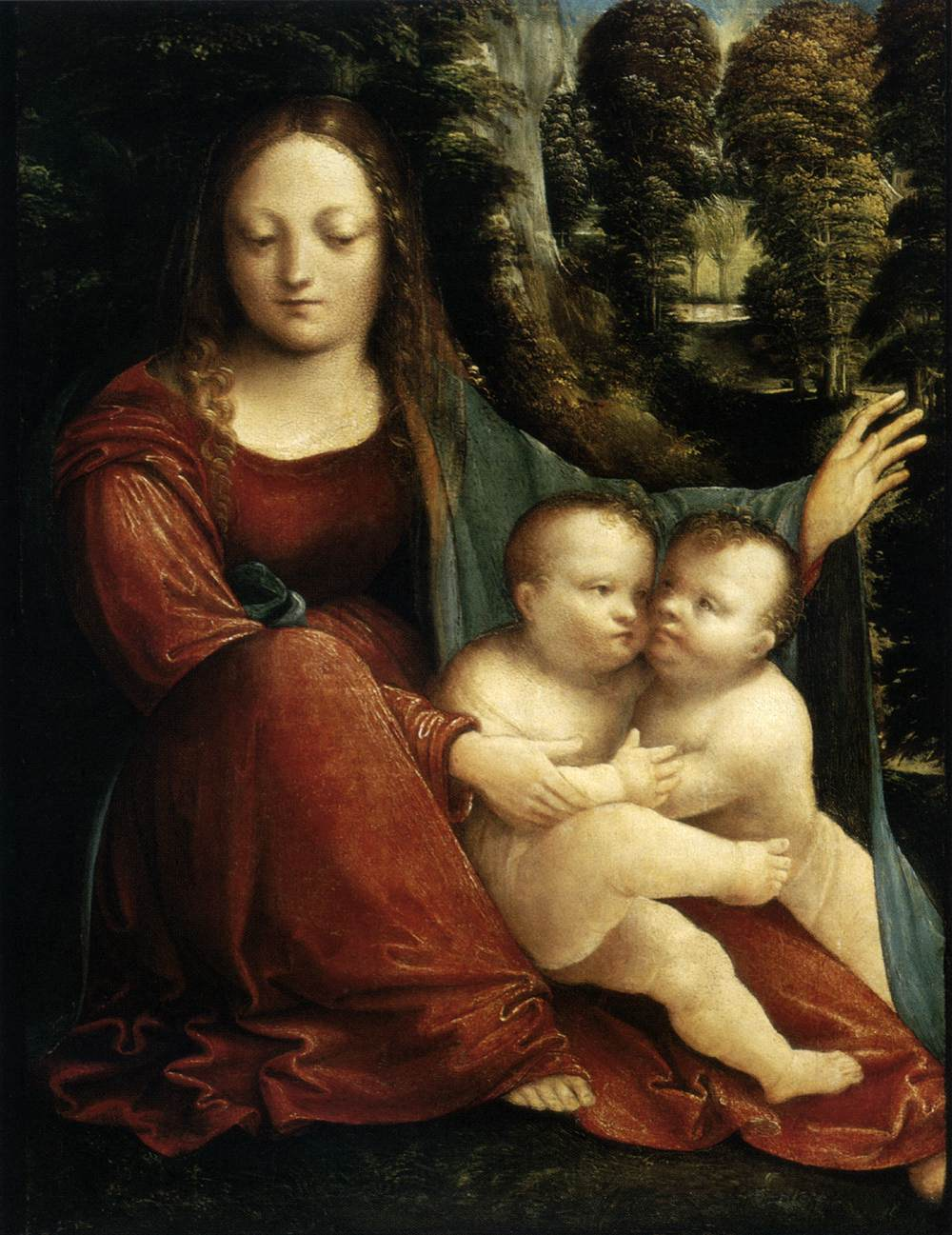
Vierge avec l'Enfant et le jeune saint Jean, Musée des Beaux-Arts (Budapest).

Martino Piazza, aussi Martino de' Toccagni (Lodi, 1475-80 - Lodi, 1523)  est un peintre italien de la Renaissance.

## Biographie
Martino Piazza a travaillé à Lodi, en Lombardie, en collaboration avec son frère Albertino lui aussi peintre. Un  travail exécuté par les deux frères est Saint Jean le Baptiste dans le Désert conservé  à la National Gallery. Son fils, Callisto Piazza (v. 1500-1562) devint aussi peintre.